# Parastactobia kumiskucinga
Parastactobia kumiskucinga är en nattsländeart som beskrevs av Wells 1990. Parastactobia kumiskucinga ingår i släktet Parastactobia och familjen smånattsländor. Artens utbredningsområde är södra Asien. Inga underarter finns listade i Catalogue of Life.